# Татаупа червононогий
Татаупа червононогий (Crypturellus erythropus) — вид птахів родини тинамових (Tinamidae).

## Поширення
Вид поширений в Гаяні, Суринамі, Колумбії, Венесуелі та на північному сході Бразилії. Місцем проживання виду є сухий ліс, хоча він трапляється також у вологих лісах, на низькорослих чагарниках та на луках.

## Опис
Птах завдовжки від 27 до 32 см. Його оперення буре з темними смугами на спині і крилах, сіре на грудях і жовтувате на животі.

## Спосіб життя
Харчується переважно плодами, які збирає на землі та в низьких кущах. Він також харчується дрібними безхребетними, квітковими бруньками, молодим листям, насінням та корінням. Гніздо облаштовує на землі серед густої рослинності. Самці відповідають за інкубацію яєць, які можуть бути від кількох самиць. Також самці доглядають за пташенятами доки вони не стануть самостійними, зазвичай на 2-3 тижні.

## Підвиди
Таксон включає 7 підвидів:
- C. e. erythropus — розташований у східній Венесуелі, Гаяні, Суринамі та на північному сході Бразилії.
- C. e. cursitans — на півночі Колумбії та на північному заході Венесуели.
- C. e. spencei — на півночі Венесуели.
- C. e. margaritae — на острові Маргарита.
- C. e. saltuarius — на північному сході Колумбії.
- C. e. columbianus — у північній частині тропічної частини Колумбії.
- C. e. idoneus — на північному сході Колумбії та на північному заході Венесуели.